# Dimitri III

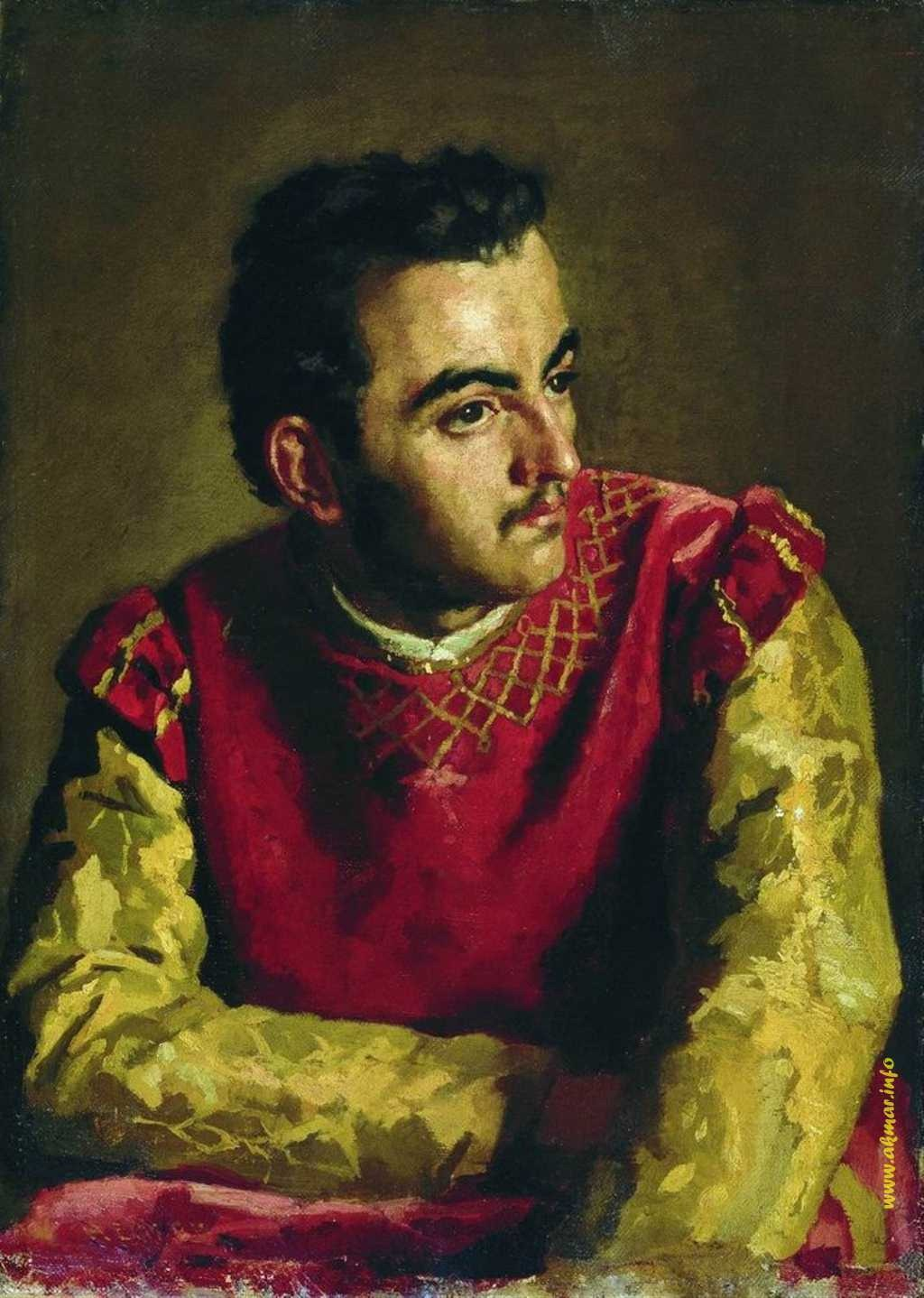
Dimitri III "El Falso", Museo de Arte de Extremo Oriente.

Dimitri III "El Falso", también llamado Pseudo-Demetrio III (del ruso: Лжедмитрий III) (fallecido en 1612), fue el último y más enigmático de los tres pretendientes al trono ruso que reclamaban ser el hijo menor de Iván el Terrible, el zarévich Dimitri Ivánovich de Rusia, muerto en la residencia de infantazgo de Úglich en circunstancias desconocidas.
Se supone que era un diácono llamado Sidorka (Сидорка). Apareció de repente, cruzando el río Narva, en la ciudad ingria de Ivángorod, proclamándose el zarévich, el 28 de marzo de 1611. Los cosacos que saqueaban los alrededores de Moscú, lo reconocieron como zar el 2 de marzo de 1612, y con la amenaza de venganza en caso de que no lo hicieran, la pequeña nobleza de Pskov, le juró fidelidad (sería conocido como el bandolero de Pskov). Una vez llegado al poder, comenzó a llevar una vida disoluta, se mostró violento hacia los habitantes y abrumó a la población a impuestos. Un complot contra el impostor se ideó para expulsarlo: los cosacos moscovitas, decepcionados con él, así como los habitantes de Pskov, se unieron contra él. El impostor, sintiendo que algo se estaba tramando, huyó de Pskov la noche del 18 de mayo de 1612, pero un escuadrón formado por habitantes de la villa se lanzó a su persecución. Fue capturado dos días más tarde, siendo devuelto a Pskov, encerrado en una jaula y expuesto a la vista de todos. El 1 de julio, mientras era conducido a Moscú, tropas polacas a las órdenes de Aleksander Lisowski atacaron el convoy. Los psokovianos ejecutaron entonces al impostor y huyeron. Según otros testimonios, el tercer falso Dimitri llegó sano y salvo a Moscú, donde fue entregado a las autoridades y ejecutado en secreto. 